# Mitra nodulosa
Mitra nodulosa, tên tiếng Anh: nodulose mitre, là một loài ốc biển, là động vật thân mềm chân bụng sống ở biển trong họ Mitridae, họ ốc méo miệng.

## Miêu tả
Loài này có kích thước giữa 15 mm and 50 mm
 

## Phân bố
Chúng phân bố ở Biển Caribe, the Gulf Of Mexico và Tiểu Antilles; ở Đại Tây Dương từ North Carolina, the Bermudas tới Brasil.